# Andrea Jaeger
Pour les articles homonymes, voir De Jager ou De Jaeger et Jaeger.
Andrea Jaeger (née le 4 juin 1965 à Chicago, Illinois) est une joueuse de tennis américaine, devenue religieuse anglicane en 2006.
Professionnelle de 1979 à 1985, elle a remporté dix titres en simple, quatre en double dames et un en double mixte, à l'occasion des Internationaux de France 1981.
Joueuse précoce à la carrière fulgurante, elle atteint la demi-finale de l'US Open pour sa seconde saison sur le circuit WTA, en 1980, à l'âge de 14 ans et deux mois. Elle atteint quatre autres demi-finales en Grand Chelem et devient finaliste du Masters en 1981, de Roland-Garros en 1982, puis du tournoi de Wimbledon l'année suivante. Elle se hisse à la seconde place mondiale en 1981.
Plus jeune joueuse de l'histoire à avoir accédé au dernier carré d'un tournoi majeur, Andrea Jaeger met un terme à sa carrière sportive en 1985, à l'âge de vingt ans.

## Carrière tennistique
Andrea Jaeger joue ses premiers tournois dès 1979, à quatorze ans, et commence sa carrière professionnelle en janvier 1980. Elle pratique un solide jeu de fond de court basé notamment sur un coup droit à plat très pur et un revers à deux mains qui lui permettent d'exploiter tous les angles du terrain avec des variations permanentes.
Elle remporte son premier tournoi WTA dès janvier 1980 à Las Vegas, alors qu'il y a un statut de lucky loser, devenant la première joueuse à réaliser cette performance. À l'issue de sa première année sur le circuit, où elle est titrée à quatre reprises, elle est désignée comme révélation de l'année lors des WTA Awards.
Par la suite, entre 1980 et 1984, elle gagne neuf autres trophées sur le circuit et atteint 26 autres finales (dont dix perdues face à Martina Navrátilová et dix autres face à Chris Evert). Elle compte aussi quatre victoires en double dames et deux autres finales perdues.
Andrea Jaeger devient rapidement numéro deux mondiale au classement WTA, en août 1981. Durant sa carrière, elle parvient à battre les toutes meilleures, y compris Martina Navrátilová (à quatre reprises mais jamais en Grand Chelem) et Chris Evert (par trois fois dont Roland-Garros en 1982).
En Grand Chelem, elle ne remporte aucun titre en simple mais elle atteint la finale de Roland-Garros en 1982 et celle de Wimbledon en 1983, chaque fois dominée par Martina Navrátilová. Elle est aussi demi-finaliste à l'US Open en 1981 et 1982 et à l'Open d'Australie en 1982.
Associée à Jimmy Arias, elle remporte Roland-Garros en double mixte en 1981, son unique succès dans une épreuve du Grand Chelem.
Après des résultats en demi-teinte en 1984 (une seule finale sur le circuit), une blessure à l'épaule la contraint à mettre un terme à sa carrière en 1985, à l'âge de 19 ans.
En 2022, elle confie qu'elle a arrêté le tennis à cause du harcèlement sexuel constant dont elle faisait l'objet.

## Hors des courts

### Engagements personnels
Depuis 1990, Andrea Jaeger se consacre à la Little Star Foundation, qui intervient en faveur des enfants atteints de leucémie. Elle en est un des fondateurs, et a consacré à cette fondation ses gains de joueuse professionnelle, soit 1,5 million de dollars. Elle fait construire un ranch à Aspen, dans le Colorado, où elle accueille des dizaines d’enfants en fin de vie. La fondation s'appuie sur le soutien de plusieurs autres célébrités : les joueurs de tennis John McEnroe, Pete Sampras et l'ancien mannequin Cindy Crawford.
En septembre 2006, à 41 ans, elle devient religieuse dans l'ordre dominicain au sein de l'église épiscopalienne sous le nom de « sœur Andrea ». Cindy Crawford, qui fait partie de ses intimes, a été la première informée de son choix. Croyante de longue date, cette fille d'immigrants européens – son père né en Suisse et sa mère allemande se sont installés aux États-Unis dans les années 1950 – a toujours senti que « Dieu avait un plan pour [elle] », y compris quand elle jouait au tennis.